# 人生を変える7日旅
『人生を変える7日旅』（じんせいをかえるなのかたび）は、2014年10月17日から2016年9月13日までBS朝日で放送されていた紀行・ドキュメンタリー番組。資生堂の一社提供。放送時間は毎週金曜 22:00 - 22:54（日本標準時）。

## 概要
著名人が世界のある場所を7日間旅する。

## ラインナップ
| 放送日                 |          | 出演                 | 肩書き                                      | 旅先                                 |
| ---------------------- | -------- | -------------------- | ------------------------------------------- | ------------------------------------ |
| 2014年10月17日         | #01      | 室伏由佳             | 元ハンマー投げ日本代表                      | ハンガリー                           |
| 2014年10月24日         | #02      | 今井洋介             | 写真家・音楽家                              | 奄美大島                             |
| 2014年11月7日/11月14日 | #03・#04 | 平岳大               | 俳優                                        | ニューヨーク・ボストン・バンクーバー |
| 2014年12月19日         | #05      | 蒼山日菜             | 切り絵作家                                  | 九州・高千穂                         |
| 2014年12月26日         | #06      | 井出卓也             | 俳優                                        | 北海道                               |
| 2015年1月9日           | #07      | 福澤朗               | フリーアナウンサー                          | 中国                                 |
| 2015年1月16日          | #08      | サヘル・ローズ       | タレント                                    | 四国                                 |
| 2015年2月6日/2月13日   | #09・#10 | 浅田舞               | スポーツキャスター/プロフィギュアスケーター | キューバ                             |
| 2015年3月13日          | #11      | 秋山真太郎           | 劇団EXILEリーダー                           | スリランカ                           |
| 2015年4月3日           | #12      | 清水宏保             | 元スピードスケーター                        | 屋久島                               |
| 2015年4月17日          | #13      | 田中雅美             | 元競泳選手                                  | 西オーストラリア・パース             |
| 2015年5月8日           | #14      | 篠山輝信             | 俳優                                        | 伊勢神宮・熊野古道                   |
| 2015年5月15日          | #15      | 真琴つばさ           | 元宝塚女優                                  | 夕陽を見る旅                         |
| 2015年6月5日           | #16      | はいだしょうこ       | 元宝塚女優                                  | 沖縄                                 |
| 2015年6月12日          | #17      | もたいまさこ         | 女優                                        | 京都・奈良・滋賀                     |
| 2015年7月10日          | #18      | 小椋久美子           | 元バドミントン五輪代表                      | 三重                                 |
| 2015年7月17日          | #19      | 宮下純一             | 元競泳日本代表                              | 鹿児島                               |
| 2015年8月7日/8月14日   | #20・#21 | 滝川クリステル       | フリーアナウンサー                          | タヒチ                               |
| 2015年9月11日          | #22      | 小松美羽             | 銅版画家                                    | 出雲・隠岐                           |
| 2015年9月18日          | #23      | 八木亜希子           | フリーアナウンサー                          | 北海道・礼文島                       |
| 2015年10月9日          | #24      | 尾上右近             | 歌舞伎役者                                  | 香川・琴平                           |
| 2015年10月16日         | #25      | 八木沼純子           | 元フィギュアスケート日本代表                | 金沢・能登                           |
| 2015年11月6日          | #26      | Mr.アパッチ          | ジャグリング・パフォーマー                  | 宮城県・松島                         |
| 2015年11月6日          | #27      | 荻原次晴             | ノルディックスキー元日本代表                | 兵庫県・竹田城                       |
| 2015年12月11日         | #28      | 片岡安祐美           | 茨城ゴールデンゴールズ監督                  | 小豆島                               |
| 2015年12月18日         | #29      | 逸見太郎             | 俳優                                        | 大阪                                 |
| 2016年1月1日           | #30      | 大和田健介           | 俳優                                        | 青ヶ島                               |
| 2016年1月8日/1月15日   | #31・#32 | 福田正博             | 元サッカー日本代表                          | ドイツ                               |
| 2016年2月5日           | #33      | 有森裕子             | 元マラソン選手                              | 五島列島                             |
| 2016年2月12日          | #34      | 高橋みゆき           | バレーボール元全日本代表                    | 山形・出羽三山                       |
| 2016年3月11日/3月18日  | #35・#36 | 長谷川潤             | モデル                                      | アメリカ・西海岸                     |
| 2016年4月1日           | #37      | 宮澤エマ             | タレント                                    | 西表島                               |
| 2016年4月8日/4月15日   | #38・#39 | しずちゃん           | お笑い芸人                                  | 小笠原                               |
| 2016年5月6日/5月13日   | #40・#41 | 平井理央             | フリーアナウンサー                          | 瀬戸内                               |
| 2016年6月10日/6月17日  | #42・#43 | 野村忠宏             | 元柔道金メダリスト                          | フランス                             |
| 2016年7月8日/7月15日   | #44・#45 | 松島花               | モデル                                      | イースター島                         |
| 2016年8月5日           | #46      | ニコライ・バーグマン | フラワーアーティスト                        | 九州                                 |
| 2016年8月12日          | #47      | 大後寿々花           | 女優                                        | 高野山                               |
| 2016年9月9日/9月16日   | #48・#49 | 益子直美             | 元バレーボール日本代表                      | 北海道                               |

## スタッフ
番組制作は、基本的に前番組『エコの作法 〜明日の美しい生き方へ〜』のスタッフが行っていた。
- 制作：BS朝日、EAST ENTERTAINMENT[1]